# Virginia Rodrigues
Virginia Rodrigues (Salvador de Bahía, 1964) es una cantante brasileña.
Sus primeras incursiones en la música fueron en Salvador de Bahía, su pueblo nativo en el nordeste de Brasil; donde cantaba en coros de iglesias católicas y protestantes. 

## Discografía
- Sol Negro, 1997
- Nos, 2000
- Mares profundos, 2003
- Recomeço, 2008
- Mama Kalunga, 2015[4]